# Bathystethus orientale
Bathystethus orientale és una espècie de peix pertanyent a la família dels kifòsids.

## Hàbitat
És un peix marí, demersal i de clima subtropical.

## Distribució geogràfica
Es troba al Pacífic oriental: l'illa de Pasqua.

## Observacions
És inofensiu per als humans.